# Замена (филм из 2010)
Замена (енгл. The Switch) америчка је романтична комедија из 2010. године, у режији Вила Спека и Џоша Гордона, по сценарију Алана Леба. Темељи се на приповеци „Baster” Џефрија Југенидиса, коју је објавио The New Yorker. Главне улоге глуме: Џенифер Анистон, Џејсон Бејтман, Патрик Вилсон, Џеф Голдблум и Џулијет Луис.
Премијерно је приказан 16. августа 2010. године у Холивуду, док је 20. августа пуштен у биоскопе у САД, односно 11. новембра у Србији.

## Радња
Неудата 40-годишња жена (Џенифер Анистон) присеже за пипетом за инсеминацију да би остала трудна. Седам година касније, поново се састаје са најбољим пријатељем који је годинама крио тајну од ње: он је заменио сперму мушкарца с којим је она мислила да има дете.

## Улоге
| Глумац            | Улога             |
| ----------------- | ----------------- |
| Џенифер Анистон   | Кеси Ларсон       |
| Џејсон Бејтман    | Воли Марс         |
| Томас Робинсон    | Себастијан Ларсон |
| Патрик Вилсон     | Роланд Нилсон     |
| Џулијет Луис      | Деби Епстајн      |
| Џеф Голдблум      | Леонард           |
| Керолајн Давернас | Полина            |
| Скот Елрод        | Теди Деклан       |
| Дајана Сојер      | себе              |